# Gavin Gordon
Fred Gavin Gordon (ur. 7 kwietnia 1901 w Chicora, zm. 7 kwietnia 1983 w Los Angeles) – amerykański aktor teatralny, filmowy i telewizyjny.
W 1930 zagrał główną rolę męską u boku Grety Garbo w melodramacie Romans (reż. Clarence Brown). Biograf aktorki, Robert Dance, nazwał Gordona „najmniej pamiętanym ze wszystkich mężczyzn partnerujących Garbo. Gordon raczej dobrze wyglądał niż był przystojny, i miał silny, głęboki głos. Został jednak albo całkowicie źle obsadzony, albo fatalnie wyreżyserowany: trudno to stwierdzić nawet po dziewięćdziesięciu latach”.
Został pochowany na Magnolia Cemetery w Mobile w stanie Alabama.

## Wybrana filmografia
- The Medicine Men (1929, film krótkometrażowy)
- Chasing Through Europe (1929) – Don Merrill
- His First Command (1929) – porucznik Freddie Allen
- Romans (1930) – Tom Armstrong
- Srebrna ławica (1930) – Fred Marsh
- The Great Meadow (1931) – Evan Muir
- Shipmates (1931) – Mike
- Secret Service (1931) – pan Arlesford
- Szaleństwo amerykańskie (1932) – Cyril Cluett
- Two Against the World (1932) – Victor H. „Vic” Linley
- Fantomas (1932) – Will Jones
- Man Against Woman (1932) – George Perry
- Gorzka herbata generała Yen (1933) – Bob
- Gabinet figur woskowych (1933) – George Winton
- Black Beauty (1933) – kapitan Jordan
- I Adore You (1933) – Alphonso Bouillaboise
- Kobiecość (1933) – Briggs
- Samotny kowboj (1933) – Jim Weston
- Imperatorowa (1934) – jako Gregori Orloff
- Zamki w powietrzu (1934) – Seabrook
- Happiness Ahead (1934) – „Jellie” Travis
- Bordertown (1935) – Brook Manville
- Grand Old Girl (1935) – prezydent
- Women Must Dress (1935) – Philip Howard
- Red Hot Tires (1935) – Robert Griffin
- Narzeczona Frankensteina (1935) – Lord Byron
- Stranded (1935) – Jack
- Page Miss Glory (1935) – reporter Metz
- The Leavenworth Case (1936) – Henry Clavering
- Ticket to Paradise (1936) – Tony Bates
- High Hat (1937) – Gregory Dupont
- Windjammer (1937) – J. Montague Forsythe
- I See Ice (1938) – śpiewak w nocnym klubie
- Paper Bullets (1941) – Kurt Parrish
- Murder by Invitation (1941) – Garson Denham
- Mr. Celebrity (1941) - Travers
- Podejrzenie (1941) – doktor Bertram Sedbusk (niewym w czołówce)
- I Killed That Man (1941) – J. Reed
- Lone Star Vigilantes (1942) – major Halland Clark (aka Keller)
- Osławiona (1946) – Ernest Weylin (niewym. w czołówce)
- Three on a Ticket (1947) – Pearson (aka Barton)
- Philo Vance’s Gamble (1947) – Oliver Tennant
- Knock on Wood (1954) – sprzedawca samochodów
- High Society (1955) – Frisbie
- A Life at Stake (1955) – Sam Pearson
- Alfred Hitchcock przedstawia (1955, odcinek „Our Cook’s a Treasure”) – George Brooks
- Alfred Hitchcock przedstawia (1956, odcinek „Crack of Doom”) – gracz w karty
- The Vagabond King (1956) – Majordomo
- Dziesięcioro przykazań (1956) – ambasador Troi (niewym. w czołówce)
- Alfred Hitchcock przedstawia (1957, odcinek „The Perfect Crime”) – Ernest West
- Johnny Tremain (1957) – pułkownik Smith
- Chicago Confidential (1957) – Alan Dixon
- Swatka (1958) – Rudolph
- The Bat (1959) – porucznik Andy Anderson
- Arystokracja podziemi (1961) – pan Cole
- Dziewczyny! Dziewczyny! Dziewczyny! (1962) – pan Peabody (niewym. w czołówce)